# Third and Double
Third and Double è il terzo album del gruppo musicale nu jazz italiano Gabin, pubblicato il 5 marzo 2010 dall'etichetta discografica Universal.
L'album, composto da due differenti dischi, è stato anticipato dal singolo Lost and Found, la cui parte vocale è stata eseguita da Mia Cooper. Il disco ha debuttato alla posizione numero 40 della classifica italiana.

## Tracce
CD1
1. Intro - 0:43
2. Keep It Cool - 7:31
3. Slow Dancin' Dans La Maison - 5:15
4. So Many Nights - 5:02
5. The Alchemist - 4:14
6. Frame - 7:18
7. Life Can Be So Beautiful - 5:09
8. Life Can Be So Beautiful Part(y) 2 - 3:05
9. Pretty Please - 3:56
10. Wicked - 4:59
11. Lies - 3:58
12. Share My Rhythm - 5:03
13. Outro - 1:26
14. Soul Scrubble - 4:41

CD2
1. The Game - 3:17
2. Lost and Found - 4:18
3. Baby, Good-Bye - 4:38
4. A Vida Agora - 4:56
5. City Song - 5:18
6. Ready, Set, Go! - 6:50
7. If You Want Me - 2:51
8. Fim De Noite - 4:49
9. Between the Lines - 4:35

## Classifiche
| Classifica | Posizione raggiunta |
| ---------- | ------------------- |
| Italia     | 40                  |